# Championnat du monde féminin de hockey sur glace 2003
Navigation
Championnat du monde 2001 Championnat du monde 2004
Le huitième Championnat du monde féminin de hockey sur glace a eu lieu en 2003.

## Division élite
Normalement l'édition pour le groupe élite aurait dû se jouer en Chine à Pékin entre le 4 et le 9 mars. Cependant, depuis quelques mois déjà, le SRAS se propage en Chine et peu de temps avant le début supposé du championnat du monde, la maladie se propage à Pékin. La Fédération internationale de hockey sur glace décide alors d'annuler par précaution le tournoi pour le groupe Élite. Certaines nations déjà sur place ont été rapatriées alors que les Canadiennes n'avaient pas été autorisées à faire le déplacement par leur fédération, Hockey Canada, et que Finlandaises et Américaines n'avaient pas encore fait le déplacement. Malgré tout, la compétition est tout de même organisée pour les divisions inférieures.

## Divisions inférieures

### Division I
La compétition a eu lieu à Ventspils en Lettonie du 9 au 15 mars.
Résultats
| Équipes       | Jap. | Kaz. | Tch. | Fra. | Let. | Cor.N |
| ------------- | ---- | ---- | ---- | ---- | ---- | ----- |
| Japon         |      | 2-0  | 8-3  | 2-1  | 5-0  | 6-2   |
| Kazakhstan    | 0-2  |      | 7-0  | 3-3  | 6-1  | 4-1   |
| Tchéquie      | 3-8  | 0-7  |      | 4-1  | 2-1  | 6-5   |
| France        | 1-2  | 3-3  | 1-4  |      | 1-0  | 3-0   |
| Lettonie      | 0-5  | 1-6  | 1-2  | 0-1  |      | 5-2   |
| Corée du Nord | 2-6  | 1-4  | 5-6  | 0-3  | 2-5  |       |

Classement
|   | Équipe        | PJ | V | N | D | BP | BC |
| - | ------------- | -- | - | - | - | -- | -- |
| 1 | Japon         | 5  | 5 | 0 | 0 | 23 | 6  |
| 2 | Kazakhstan    | 5  | 3 | 1 | 1 | 20 | 7  |
| 3 | Tchéquie      | 5  | 3 | 0 | 2 | 15 | 22 |
| 4 | France        | 5  | 2 | 1 | 2 | 9  | 9  |
| 5 | Lettonie      | 5  | 1 | 0 | 4 | 7  | 16 |
| 6 | Corée du Nord | 5  | 0 | 0 | 5 | 10 | 24 |

Natalya Yakovchuk joueuse du Kazakhstan est la meilleure pointeuse du tournoi avec 11 points (7 buts et 4 aides). Nolwenn Rousselle, gardienne de but de la France est sacrée meilleure gardienne de la division.

### Division II
La division II s'est joué à Lecco en Italie.
Résultats
| Équipes         | Nor. | Dan. | Slo. | Ita. | P.-Bas | G.-Br. |
| --------------- | ---- | ---- | ---- | ---- | ------ | ------ |
| Norvège         |      | 3-1  | 2-2  | 4-2  | 7-1    | 8-3    |
| Danemark        | 1-3  |      | 2-1  | 5-4  | 4-1    | 4-4    |
| Slovaquie       | 2-2  | 1-2  |      | 10-0 | 2-2    | 8-1    |
| Italie          | 2-4  | 4-5  | 0-10 |      | 3-0    | 4-2    |
| Pays-Bas        | 1-7  | 1-4  | 2-2  | 0-3  |        | 8-3    |
| Grande-Bretagne | 3-8  | 4-4  | 1-8  | 2-4  | 3-8    |        |

Classement
|   | Équipe          | PJ | V | N | D | BP | BC |
| - | --------------- | -- | - | - | - | -- | -- |
| 1 | Norvège         | 5  | 4 | 1 | 0 | 24 | 9  |
| 2 | Danemark        | 5  | 3 | 1 | 1 | 16 | 13 |
| 3 | Slovaquie       | 5  | 2 | 2 | 1 | 23 | 7  |
| 4 | Italie          | 5  | 2 | 0 | 3 | 13 | 21 |
| 5 | Pays-Bas        | 5  | 1 | 1 | 3 | 8  | 18 |
| 6 | Grande-Bretagne | 5  | 0 | 1 | 4 | 12 | 28 |

Nikoleta Celarova, joueuse slovaque, est la meilleure pointeuse (8 points).

### Division III
La troisième et dernière division a joué ses matchs à Maribor en Slovénie.
Résultats
| Équipes        | Aus. | Slo. | Bel. | Hon. | Afr.S. | Rou. |
| -------------- | ---- | ---- | ---- | ---- | ------ | ---- |
| Australie      |      | 4-4  | 6-2  | 7-0  | 8-0    | 9-1  |
| Slovénie       | 4-4  |      | 2-2  | 1-0  | 6-1    | 7-1  |
| Belgique       | 2-6  | 2-2  |      | 2-0  | 1-3    | 3-1  |
| Hongrie        | 0-7  | 0-1  | 0-2  |      | 2-2    | 3-2  |
| Afrique du Sud | 0-8  | 1-6  | 3-1  | 2-2  |        | 1-6  |
| Roumanie       | 1-9  | 1-7  | 1-3  | 2-3  | 6-1    |      |

Classement
|   | Équipe         | PJ | V | N | D | BP | BC |
| - | -------------- | -- | - | - | - | -- | -- |
| 1 | Australie      | 5  | 4 | 1 | 0 | 34 | 7  |
| 2 | Slovénie       | 5  | 3 | 2 | 0 | 20 | 8  |
| 3 | Belgique       | 5  | 2 | 1 | 2 | 10 | 12 |
| 4 | Hongrie        | 5  | 1 | 1 | 3 | 5  | 14 |
| 5 | Afrique du Sud | 5  | 1 | 1 | 3 | 7  | 23 |
| 6 | Roumanie       | 5  | 0 | 0 | 5 | 11 | 23 |

Jasmina Rosar de la Slovénie est la meilleure pointeuse avec 16 points.